# Astragalus sabulonum
Astragalus sabulonum är en ärtväxtart som beskrevs av Asa Gray. Astragalus sabulonum ingår i släktet vedlar, och familjen ärtväxter. Inga underarter finns listade i Catalogue of Life.